# Род Шварца
Род Шварца  — характеристика непрерывного отображения между топологическими пространствами.
Является обобщением категории Люстерника — Шнирельмана.
Род Шварца отображения {\displaystyle f} обычно обозначается {\displaystyle g(f)}.

## Определение
Пусть {\displaystyle X,Y} — нормальные хаусдорфовы пространства, 
и {\displaystyle f:X\to Y} — непрерывное отображение такое, что {\displaystyle Y=f(X)}.
Родом отображения {\displaystyle f} называется наименьшая мощность открытого покрытия {\displaystyle Y}, состоящего из множеств, над каждым из которых имеется непрерывное сечение отображения {\displaystyle f}.